# Rappe (schwedisches Adelsgeschlecht)
Rappe ist der Name eines schwedischen Adelsgeschlechts. Die Familie blüht gegenwärtig im Freiherrnstand.
Es besteht keine nachgewiesene Stammesverwandtschaft zu dem gleichnamigen, ursprünglich thüringischen, später in Preußen begüterten Adelsgeschlecht Rappen oder dem aus Kurland stammenden und ebenfalls historisch in Preußen begüterten Adelsgeschlecht Rappe.

## Geschichte
Das Geschlecht nimmt seinen Ursprung in Heinrich Rapp (1608–1676), welcher vorgab aus Kurland zu stammen und seit 1635 in schwedischen Diensten, u. a. als Generalauditeur der livländischen Truppen, stand. Er wurde als Rappe 1675 in den schwedischen Adelsstand gehoben. Sein Enkel Erik Henry Rappe (1661–1727), der nachmalige Veteran von Poltawa und schwedische Oberstleutnant, wurde 1697 in die Adelsklasse der schwedischen Ritterschaft introduziert (Nr. 1284). Mit Friedrich Rappe (1864–1929), erster Sekretär im schwedischen Außenministerium und Hofrat in Stockholm, ist der Mannesstamm der untitulierten von Rappe erloschen.
Christoffer Johan Rappe (1719–1776), Richter und Gouverneur von Turku, wurde 1771 gemeinsam mit seinem Bruder Tomas Carl Rappe (1721–1790) in den schwedischen Freiherrnstand gehoben. Er starb jedoch ohne Kinder zu hinterlassen, woraufhin lediglich Tomas Carl Rappe, schwedischer Generalleutnant, 1776 bei der Freiherrnklasse der schwedischen Ritterschaft introduziert (Nr. 287) wurde. Die freiherrliche Linie blühte mindestens bis ins 20. Jahrhundert in Kalifornien.

## Angehörige
- Niklas Rappe (1668–1727), schwedischer Generalmajor
- Freiherr Christoffer Johan Rappe (1719–1776), schwedischer Richter und Gouverneur von Turku
- Freiherr Tomas Carl Rappe (1721–1790), schwedischer Generalleutnant
- Freiherr Axel Emil Rappe (1838–1918), schwedischer Generalleutnant und Kriegsminister
- Freiherr Curt Vilhelm Rappe (1863–1939), schwedischer Generalleutnant
- Freiin Signe Rappe (1879–1974), schwedische Sopranistin
- Freiherr Axel Oscar Rappe (1884–1945), schwedischer Generalmajor
- Freiherr Carl Johan Rappe (1918–2010), schwedischer Diplomat

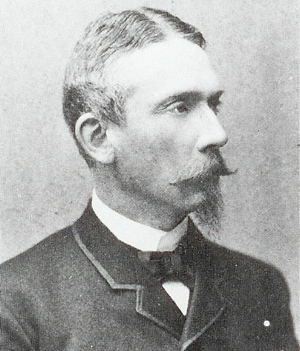
Freiherr Axel Rappe (1838–1918), schwedischer Kriegsminister
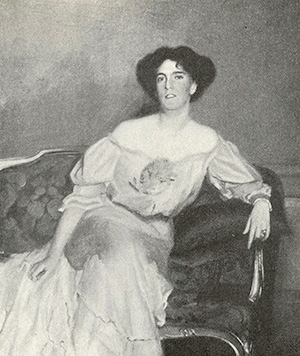
Freiin Signe Rappe (1879–1974), schwedische Sopranistin (1909)
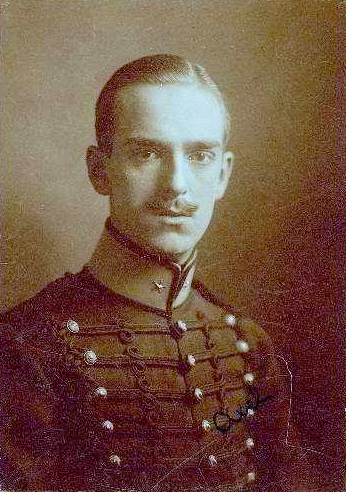
Freiherr Axel Rappe (1884–1945), schwedischer Generalmajor

## Wappen
Das Wappen (1675) zeigt in Silber auf grünem Boden ein abgerichtetes schwarzes Ross. Auf dem Helm mit silber-schwarzen Decken zwei durch eine Krone gesteckte, oben gekreuzte Lorbeerzweige zwischen zwei von Silber und Schwarz übereck geteilten Büffelhörnern.
Das Freiherrliche Wappen (1771) zeigt in Gold auf grünem Boden ein abgerichtetes schwarzes Ross. Rechts der Helm des Stammwappens (1675), jedoch die Büffelhörner von Blau und Gold übereck geteilt; links ein wachsender roter Löwe, eine Armbrust haltend. Als Schildhalter zwei goldene Löwen mit ausgeschlagener roter Zunge.